# カリフォルニアグルニオン
カリフォルニアグルニオンは、トウゴロウイワシ目アテリノプシス科に属する魚の一種。
カリフォルニア州南部、メキシコ北西部に分布する。

## 形態
体は細長く、尾鰭は二叉型。背鰭は2基あり、合計で5-7棘9-10軟条から成る。臀鰭は第一背鰭直下から始まり、1棘21-24軟条から成る。全長は最大19cm。体色は背側が緑色、腹側が銀色。頬には青い斑点があり、体側面に銀青色の横縞が入る。

## 分布・生態
太平洋東部に固有で、モントレー湾からバハ・カリフォルニアまで分布する。コンセプション岬以北で見られることは稀であったが、近年はその地域での個体数が増えている。カリフォルニア湾でも見られる。沿岸部の水深18m以浅の海岸や湾内に生息し、プランクトンを捕食する。ヒラメ属のカリフォルニアハリバットやハナダイ科ヒメコダイ亜科の一種、ニベ類などの大型魚に捕食される。卵はアメリカチュウシャクシギやアメリカオオソリハシシギなどの海鳥、ジリス、ゴカイ、等脚類、甲虫、ハエなどに捕食される。

## 繁殖
産卵期は3月から8月で、満月から2-4日後、大潮の少し後に波に乗って何千匹という群れで砂浜に上がる。メスは尾を下にして砂の中に潜って最大3000個の卵を産卵し、オスはメスの体に巻き付いて放精する。一回の産卵は30分ほどである。卵は10〜15日後の新月、即ち次の大潮の時に波にさらわれ、孵化する。実験室内では卵は10日ほどで成熟したが、実際には波によって卵が砂から出ることで孵化することが分かっており、仔魚は孵化した後波に乗って海へ帰って行く。メスはその際にも産卵を行う場合があり、産卵期の間4-8回産卵を行う。このように海岸に産卵を行う魚は本種含むレウレステス属の2種とクサフグ、カラフトシシャモしか知られていない。グルニオンを獲る人が増え、開発によって産卵場所が減ったことにより、近年はグルニオンを見る機会が少なくなった。

## 人間との関係
美味な為昔から食用にされているが、グルニオンに関するルールは1949年から全く変わっていない。解禁になるのは3月と6月-7月のみ。道具の使用は認めてられていないため、素手で捕らえる。16歳以上になると、入漁許可を得る必要がある。産卵がピークを迎える4月と5月の漁は、法律で禁止されている。